# Ana Lúcia (política)

Ana Lúcia Vieira Menezes  (Aracaju, 17 de maio de 1949), mais conhecido como Ana Lúcia, é uma política brasileira.
Professora da rede estadual por mais de 35 anos, fundadora e liderança do SINTESE, foi eleita em 2002 e reeleita em 2006 a deputada estadual mais votada da história do PT de Sergipe. Entre 2007 e 2009, atendendo ao chamado de seu partido e do Governador Marcelo Deda, ocupou a Secretaria de Estado da Inclusão, Assistência e Desenvolvimento Social.
Formada em Pedagogia  pela Universidade Federal de Sergipe, iniciou na política como deputada estadual de Sergipe, eleita em 2002 com 20.274, sendo a deputada estadual mais votada da história do PT de Sergipe, e repetiu o feito em 2006, com 30.021 votos. Em 2010 foi reeleita para seu terceiro mandato como deputada estadual, cargo que ocupou até 2019.

## Infância e juventude
Ainda muito jovem, em Aracaju vivenciou o significado da opressão, acompanhando sua mãe Ivone nas visitas ao irmão, o Poeta Mário Jorge, preso pela ditadura militar. Descobriu, desde muito cedo, que o único caminho era lutar. Ana sempre esteve na linha de frente. Nas ruas, na manifestações populares, nas greves. Mas também somando-se à construção de um projeto democrático e popular para Sergipe. Com lealdade, mas com coerência, sem jamais abrir mão de seus princípios.

## Títulos honorários
- Título Acadêmico

| Ano  | Titulo               | Instituição                     | Contribuição |
| ---- | -------------------- | ------------------------------- | ------------ |
| 2023 | Doutor honoris causa | Universidade Federal de Sergipe | Ciências     |

## Carreira Profissional
Como professora, fez de sua vida uma grande lição. Uma lição de luta que passou pros estudantes da rede estadual de ensino de Sergipe por mais de 35 anos, até se aposentar.

## Carreira política
O nome de Ana Lúcia e sua trajetória política são símbolo da luta do povo de Sergipe. Na resistência democrática, na construção do PT, na consolidação do SINTESE, na formação do Governo de Marcelo Déda.
Foi ainda Secretária Municipal de Educação da SEMED entre 2000 e 2002 na Prefeitura de Aracaju e Secretária de Estado da Inclusão, Assistência e Desenvolvimento Social entre 2007 e 2009 no Governo de Sergipe.